# Isera
Isera é uma comuna italiana da região do Trentino-Alto Ádige, província de Trento, com cerca de 2.471 habitantes. Estende-se por uma área de 14 km², tendo uma densidade populacional de 177 hab/km². Faz divisa com Villa Lagarina, Ronzo-Chienis, Rovereto, Nogaredo e Mori.